# Ернст Казимир II фон Изенбург-Бюдинген-Бюдинген
Ернст Казимир II фон Изенбург-Бюдинген-Бюдинген (на немски: Ernst Kasimir II zu Isenburg und Büdingen in Büdingen; * 25 февруари 1757 в Бюдинген; † 25 февруари 1801 в Бюдинген) е граф на Изенбург-Бюдинген-Бюдинген.
Той е син на граф Ернст Дитрих фон Изенбург-Бюдинген-Бюдинген (1717 – 1758) и съпругата му графиня Доротея Вилхелмина фон Изенбург-Бирщайн (1723 – 1777), дъщеря на княз Волфганг Ернст I фон Изенбург-Бюдинген (1686 – 1754) и втората му съпруга графиня Елизабет Шарлота фон Изенбург-Бюдинген (1695 – 1723).
Внук е на граф Ернст Казимир I фон Изенбург-Бюдинген-Бюдинген (1687 – 1749) и графиня Христина Елеонора фон Щолберг-Гедерн (1692 – 1745).
Той умира на 44 години на 25 февруари 1801 г. в Бюдинген.

## Фамилия
Ернст Казимир II се жени на 25 юли 1779 г. в Бургщайнфурт за графиня Елеонора Августа Амалия София фон Бентхайм-Щайнфурт (* 26 април 1754; † 18 февруари 1827), дъщеря на граф Карл Паул Ернст фон Бентхайм-Щайнфурт (1729 – 1780) и Шарлота София фон Насау-Зиген (1729 – 1759). Те имат децата:
- Ернст Казимир I (1781 – 1852), първият княз на Изенбург и Бюдинген в Бюдинген (1840), женен на 10 май 1804 г. в Цвингенберг за графиня Фердинанда фон Ербах-Шьонберг (1784 – 1848)
- Шарлота Фридерика Амалия (1782 – 1843)
- Карл Лудвиг Вилхелм (1785 – 1839), граф на Тзенбург и Бюдинген в Бюдинген
- Кристиан Лудвиг Карл Вилхелм Фердинанд (1788 – 1840), граф на Изенбург-Бюдинген в Бюдинген
- Доротея Луиза Каролина Анна (1790 – 1857), принцеса на Изенбург и Бюдинген в Бюдинген
- Юлиана Августа Поликсена Фердинандина (1793 – 1798)
- Фридрих Вилхелм Лудвиг (1798 – 1836), граф на Изенбург-Бюдинген в Бюдинген